# Neargyria argyraspis
Neargyria argyraspis är en fjärilsart som beskrevs av Edward Meyrick 1879. Neargyria argyraspis ingår i släktet Neargyria och familjen Crambidae. Inga underarter finns listade i Catalogue of Life.